# Живода (річка)
Живода (інші назви: Жеведа, Жоведька, Жеведь, Жоведь, Чевода) — річка в Україні й Росії, у Городнянському, Сновському й Климовському районах Чернігівської й Брянської областей. Права притока Цяти (басейн Дніпра).

## Опис
Довжина річки 15 км., похил річки — 2,0 м/км. Площа басейну 52,2 км².

## Розташування
Бере початок у межах пункту контролю Сеньківка. Тече переважно на південний схід понад Українсько-російським кордоном і у Клюсах впадає у річку Цяту, праву притоку Снові.
Населені пункти вздовж берегової смуги: Липівка, Пльохів, Часовня, Новий Світ.